# Avinguda Diagonal
L'Avinguda Diagonal és una avinguda de la ciutat de Barcelona i una de les principals artèries de la ciutat ideada per Ildefons Cerdà dins del pla hipodàmic d'eixample com la Gran Via Diagonal. Aquesta via travessa de punta a punta la ciutat en sentit sud-oest/nord-est. Tot i que popularment sempre s'ha anomenat Diagonal, aquest nom no sempre ha estat l'oficial. Degut als canvis polítics al llarg dels segles xix i xx han fet que l'avinguda s'hagi rebatejat amb el nom d'esdeveniments o figures afins als governants en cada període en nombroses ocasions. L'avinguda al llarg del segle passat s'ha conegut sota els següents noms:
Gran Via DiagonalNom original que li van donar Ildefons Cerdà i Víctor Balaguer a l'avinguda.
Avinguda d'ArgüellesEl 1874, tot i que anteriorment l'ajuntament de Gràcia ja li havia donat aquest nom.
Avinguda de la Nacionalitat CatalanaDes del 1922 durant la Mancomunitat de Catalunya.
Avinguda d'Alfonso XIIIDes del 1924 i durant la dictadura de Primo de Rivera se li va posar el nom del rei Alfons XIII.
Avinguda del Catorze d'AbrilDurant la Segona República Espanyola a partir del 1931.
Gran Via DiagonalNom provisional imposat l'endemà de la captura de Barcelona per part de les tropes feixistes com un intent d'eliminar les referències a la República (any 1939).
Avinguda del Generalísimo Francisco FrancoDes del 1939 i durant el franquisme
Avinguda DiagonalEl seu nom actual, aprovat el 22 de juny de 1979 per l'Ajuntament de Barcelona, després del restabliment de la democràcia.

## Urbanisme
Tot i el caràcter reticular de l'eixample barceloní, Cerdà va preveure la presència d'algunes vies de caràcter especial que no segueixen el traçat reticular sinó que el travessen en diagonal, com ara la mateixa avinguda Diagonal, l'avinguda Meridiana, el Paral·lel, i altres que van ser traçades respectant l'existència d'antigues vies de comunicació amb els pobles veïns. La Diagonal forma amb l'avinguda Meridiana una creu de Sant Andreu.
La Diagonal, com el seu nom indica, travessa en diagonal tota la ciutat de Barcelona, des del mar al parc del Fòrum, sector conegut com a Diagonal Mar, fins a arribar als límits municipals amb Esplugues de Llobregat, al districte de les Corts. Durant el seu recorregut d'onze quilòmetres travessa altres vies importants com el Passeig de Gràcia, el Passeig de Sant Joan i amb la Gran Via de les Corts Catalanes i l'avinguda Meridiana formant la plaça de les Glòries Catalanes, una plaça que segons Cerdà havia de ser lloc d'una nova centralitat de la ciutat per aquest creuament de tres vies principals. Segons Jesús Portavella quan es va començar a fer el seu traçat, es va produir un error en calcular l'angle amb què hauria de tallar el passeig de Gràcia i això va provocar que es construís amb una desviació sobre els plans inicials de Cerdà. Aquest error va provocar que algunes grans masies de Les Corts, que als plànols de Cerdà quedaven intactes, fossin enderrocades a començaments del segle xx. No va ser fins al 1998 que la Diagonal es va completar, arribant al mar a l'actual Zona Fòrum.

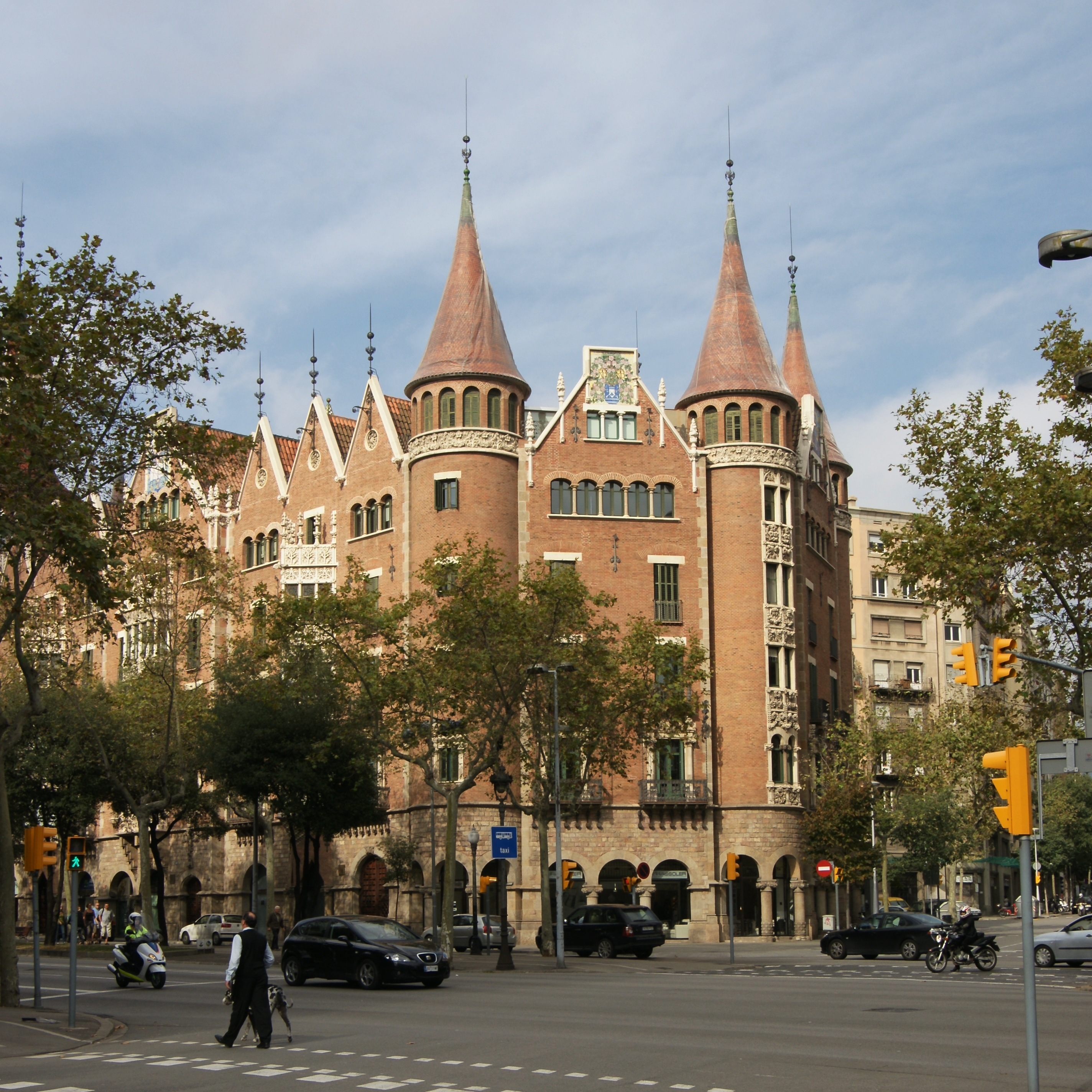
La Diagonal a l'altura de la Casa de les Punxes

Al voltant de la Diagonal s'han construït les seus d'entitats financeres i centres comercials, importants edificis modernistes com la Casa de les Punxes i campus universitaris. Al districte de les Corts, a la zona alta de la Diagonal, es troba la zona universitària de la Universitat de Barcelona i la Universitat Politècnica de Catalunya; al districte de Sant Martí, el Campus de la Comunicació - Poblenou de la Universitat Pompeu Fabra, i a la banda de mar s'hi troba la Torre Diagonal ZeroZero, que marca l'inici de l'Avinguda Diagonal. Als seus peus s'hi està desenvolupant el Campus del Besòs de la UPC. Entre d'altres, també cal destacar el Palau Reial de Pedralbes que és l'actual seu permanent de la Unió per al Mediterrani (Procés de Barcelona: Unió per la Mediterrània).
L'avinguda, en el seu trajecte per la ciutat, està envoltada per importants edificis, alguns dels més destacables són: 
- Casa Terrades - (1903-1905). És més coneguda com la Casa de les Punxes, i és el major edifici de l'Eixample projectat per Josep Puig i Cadafalch.
- Palau del Baró de Quadras - (1904 - 1906). Obra de Josep Puig i Cadafalch. Ha estat seu del Museu de la Música (1980-2001), de Casa Àsia de Barcelona (2003-2013) i, des del 25 de setembre de 2013, de l'Institut Ramon Llull.
- Casa Comalat - (1906 - 1911). Projectada per Salvador Valeri i Pupurull.
- Església del Carme - (1909). Projectada per Josep Domènech i Estapà, d'estil romà d'Orient.
- Casa Serra - també projectada per Josep Puig i Cadafalch, es va convertir en una escola i avui és seu de la Diputació de Barcelona.
- Palau Pérez Samanillo, avui seu del Círculo Ecuestre.
- Casa Sayrach - (1918)
- Palau Reial de Pedralbes - (1921), construït per a Alfons XIII i els seus jardins. (1924).
- Torre Banc de Sabadell - (1965-1968). Dissenyada per Francesc Mitjans i Santiago Balcells, originàriament "Torre del Banc Atlàntic".
- Torre Agbar - (2005). Dissenyada per Jean Nouvel, al costat de la Plaça de les Glòries Catalanes.
- Torre Diagonal ZeroZero - (2011). Dissenyada per l'arquitecte Enric Massip-Bosch, d'EMBA_Estudi Massip-Bosch Arquitectes. És la seu corporativa de Telefònica a Catalunya i es troba en el número 0 de l'avinguda, en la zona de Diagonal Mar.
- Col·legi Major Sant Raimon de Penyafort i Nostra Senyora de Montserrat

## Comerç
L'Avinguda Diagonal de Barcelona és un dels eixos comercials de la ciutat, especialment en el que a botigues d'alta costura i joieria es refereix. També el seu recorregut es veu acompanyat per grans centres comercials com són: 
- El Corte Inglés Avinguda Diagonal
- Pedralbes Centre
- L'Illa Diagonal
- El Corte Inglés Francesc Macià
- Glòries
- Diagonal Mar

## Procés Participatiu per a la Reforma de l'Avinguda Diagonal i la reforma tova de Trias

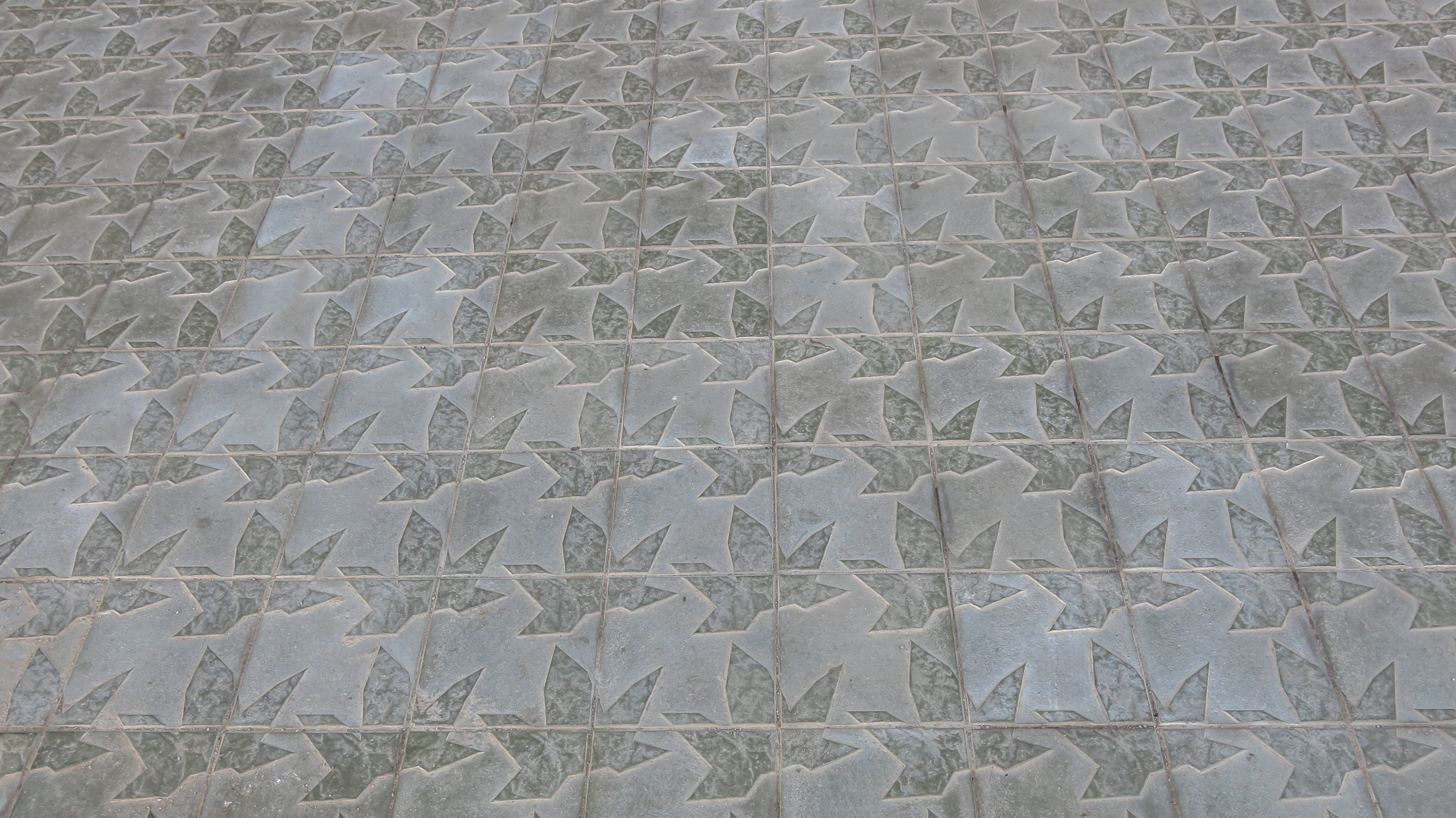
Avinguda Diagonal, nou disseny del panot, 2014

L'Ajuntament de Barcelona va iniciar l'any 2008 els tràmits per a reformar l'Avinguda Diagonal a partir d'un procés participatiu. Es va crear una oficina, l'Oficina Tècnica de la Diagonal, integrada per tècnics de les àrees d'Urbanisme i Infraestructures, Medi Ambient i Mobilitat i del districte de l'Eixample, sota la direcció de l'arquitecte en cap de l'Ajuntament, Oriol Clos, i el tinent alcalde, Ramon García-Bragado.
Els tràmits es van iniciar aprofitant les reclamacions de la reforma de la Diagonal amb altres reclamacions, com la d'unir les dues xarxes de tramvia ja existents a la ciutat, el Trambesòs i el Trambaix.
El procés va tenir un total de cinc fases:
1. Fase d'informació i comunicació als ciutadans (entre febrer i maig de 2009)
2. Fase d'aportacions ciutadanes al projecte (de juny a setembre de 2009)
3. Fase de devolució
4. Fase de debat de les alternatives
5. Consulta ciutadana

Durant la fase d'aportacions ciutadanes al projecte que es va realitzar de juny a setembre de 2009, els ciutadans de Barcelona van poder contribuir al projecte mitjançant taules sectorials, taules veïnals, tallers de debat a escoles i instituts i amb la butlleta participativa, tant físicament als barcelonins, com electrònicament per a qualsevol persona encara que no estigués empadronada a la ciutat. Hi van participar 30.000 persones amb 175.000 aportacions que van ser entregades a l'Oficina Tècnica de la Diagonal.
Finalment, va concloure amb una consulta popular de l'1 al 17 de març del 2010 on es podia escollir entre tres opcions:
- A: Bulevard
- B: Rambla
- Cap de les dues anteriors (coneguda com a opció C)

La consulta popular va tenir una participació baixa (12% del cens) i l'opció guanyadora va ser cap de les dues anteriors amb un 80% dels vots. Aquest resultat va provocar la dimissió de Carles Martí com un dels màxims responsables del projecte.
Tot i l'erosió política que va suposar el procés participatiu del consistori dirigit per Hereu, que perdé les eleccions municipals del 2011 enfront a l'ex-conseller Trias (CiU), després de més de trenta anys de govern socialista a la ciutat; la reforma de la Diagonal fou reclamada de nou pel comerç de la zona amb la intenció que aquesta dinamitzés la seva economia. Hi hagué una certa disputa sobre quin percentatge del cost de les obres s'havien de fer càrrec els comerços de la zona (estimades en uns 15 milions d'€). Tot i les disputes finalment es reformà la distribució del tram de la Diagonal comprés entre la Plaça de Francesc Macià i el Passeig de Gràcia, eixamplant-se les voreres fins als sis metres i fixant un carril lateral per a cada sentit separat dels sis centrals (els dos exteriors destinats als autobusos i taxis). Aquestes obres començaren a acabar-se a l'estiu del 2013.